# مزدا دمیو
مزدا دمیو (به انگلیسی: Mazda Demio) و (ژاپنی: マツダ・デミオ هپبورن: Matsuda Demio) یک خودروی کامپکت کوچک/سوپرمینی/سگمنت بی است که توسط مزدا از سال ۱۹۹۶ تولید می‌شود. در حالی که در چهار نسل در بازار داخلی ژاپن فروخته می‌شد، مدل دمیو به ندرت در خارج از ژاپن استفاده می‌شد، جایی که معمولاً مزدا۲ نامیده می‌شد. تولید مدل دمیو در سال ۲۰۱۹ متوقف شد زیرا مزدا برای بازار خانگی خود «مزدا۲» را جایگزین کرد.
دمیو بر روی پلتفرم مزدا دی ساخته شده است و قبل از آن دو خودروی کوچک دیگر بر اساس همین پلتفرم ساخته شده است: فورد فستیوا (طراحی و ساخته شده توسط مزدا برای فورد و همچنین به عنوان مزدا ۱۲۱ فروخته شد) که در سال ۱۹۸۶ معرفی شد و ریویو (فروخته شده توسط زیر مجموعه برند مزدا، یعنی اتوزم) که در سال ۱۹۹۰ معرفی شد. نام «دمیو» از زبان لاتین meus برای نشان دادن مالکیت گرفته شده است که در بسیاری از زبان‌های عاشقانه به «mio» تبدیل شده است.
نسل سوم دمیو در بین سه فینالیست برتر جوایز جهانی خودرو قرار داشت که برنده شد، در حالی که نسل چهارم ماشین سال ژاپن در سال ۲۰۱۴–۲۰۱۵ را از آن خود کرد.
اولین نسل دمیو به عنوان فورد فستیوا مینی واگن در برخی بازارها فروخته شد.

## نسل اول (دی‌دبلیو (DW)؛ ۱۹۹۶)
هنگامی که نوبت به طراحی مجدد ریویو فقط برای سدان می‌رسید، مزدا یک هاچ‌بک بلند به سبک مینی‌ون ارائه کرد، ریویو با ارتفاع ۱٫۵ متر (۵۹٫۱ اینچ), نیز به‌طور غیرعادی بلند بود. دمیو که در زمانی پر از پوشش مطبوعاتی منفی برای شرکت معرفی شد، به یک موفقیت غافلگیر کننده برای مزدا در ژاپن تبدیل شد و همچنین مینی‌ون‌های سگمنت بی مانند اوپل ماریوا، فیات آیدیا و رنو مودس پیش‌بینی کرد.
مدل مفهومی پیش نمایش سری دی‌بلیو به نام مزدا بی‌یو-ایکس در سال ۱۹۹۵ به نمایش درآمد.
در معرفی خود در سال ۱۹۹۷، جایزه خودروی سال کنفرانس محققان و خبرنگاران خودرو در ژاپن را از آن خود کرد.
تولید دمیو جدید در ژوئیه ۱۹۹۶ (که به عنوان ۱۲۱ در خارج از ژاپن و اروپا فروخته می‌شد) با دی‌دبلیو پلتفرم آغاز شد. فورد نسخه‌ای را در ژاپن به نام فورد فیستا مینی واگن خرده فروشی کرد. در سال ۱۹۹۷، لوگوی مزدا به لوگوی فعلی تغییر یافت. دمیو در سپتامبر ۱۹۹۸ یک جلو پنجره افقی برای بازار ژاپن دریافت کرد. دمیو در دسامبر ۱۹۹۹ فیس‌لیفت شد و با نمای بیرونی بازنگری شده، داشبورد بازطراحی شده، فیلتر هوای کابین، جعبه‌دنده خودکار و کنترل پایداری الکترونیکی موجود بود. ‏دمیو اصلی در سال ۲۰۰۲ جایگزین شد.

### موتورها
- 1.3 L B3-ME I4 (۱۹۹۶–۱۹۹۹)
- 1.5 L B5-ME I4 (۱۹۹۶–۱۹۹۹)
- 1.3 L B3E I4, ۸۳ اسب بخار متری (۶۱ کیلووات)/ ۱۰۸ نیوتن متر (۸۰ پوند-فوت) (۱۹۹۹–۲۰۰۲)
- 1.5 L B5E I4, ۱۰۰ اسب بخار متری (۷۴ کیلووات)/ ۱۲۷ نیوتن متر (۹۴ پوند-فوت) (۲۰۰۰–۲۰۰۲)

### تولید
مدل اصلی دی‌دبلیو (DW) تا پایان سال ۲۰۰۷ در کارخانه مزدا کلمبیا با نام «مزدا دمیو» تولید می‌شد که مدل دی‌ای (DE) جایگزین آن شد.

### نگارخانه

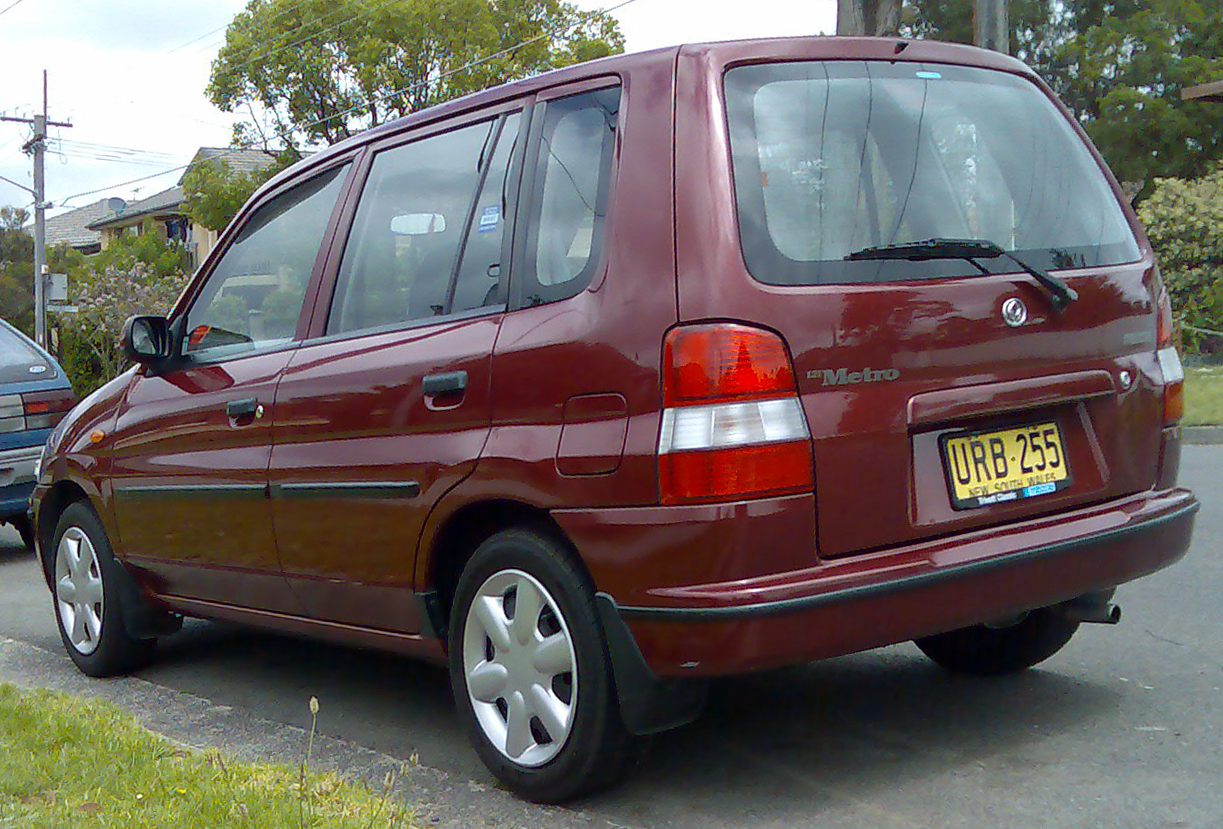
مزدا ۱۲۱ مترو ۱۹۹۶–۱۹۹۷ (استرالیا؛ قبل از فیس‌لیفت)
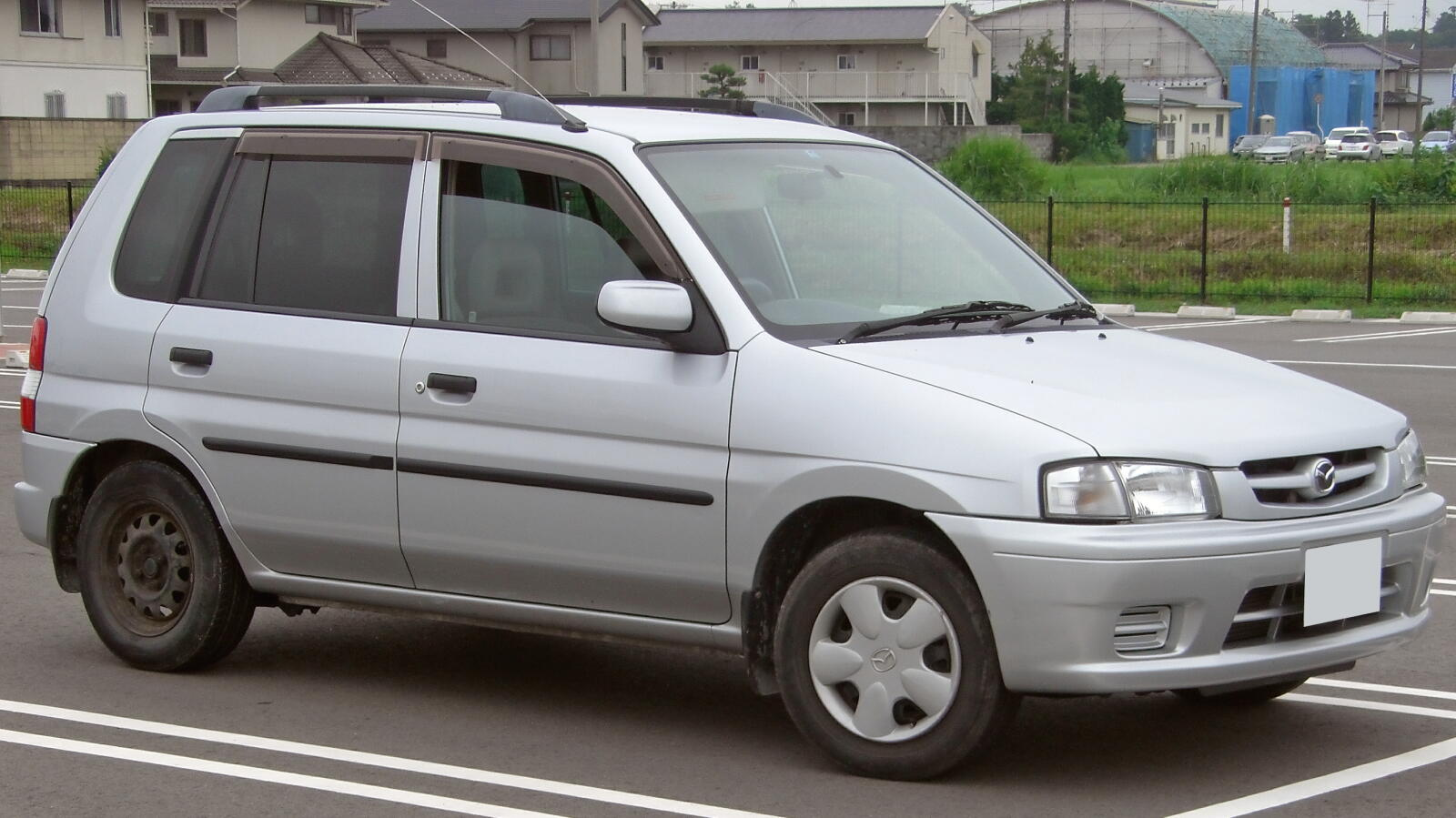
مزدا دمیو ۱۹۹۸–۱۹۹۹ (ژاپن؛ قبل از فیس‌لیفت)
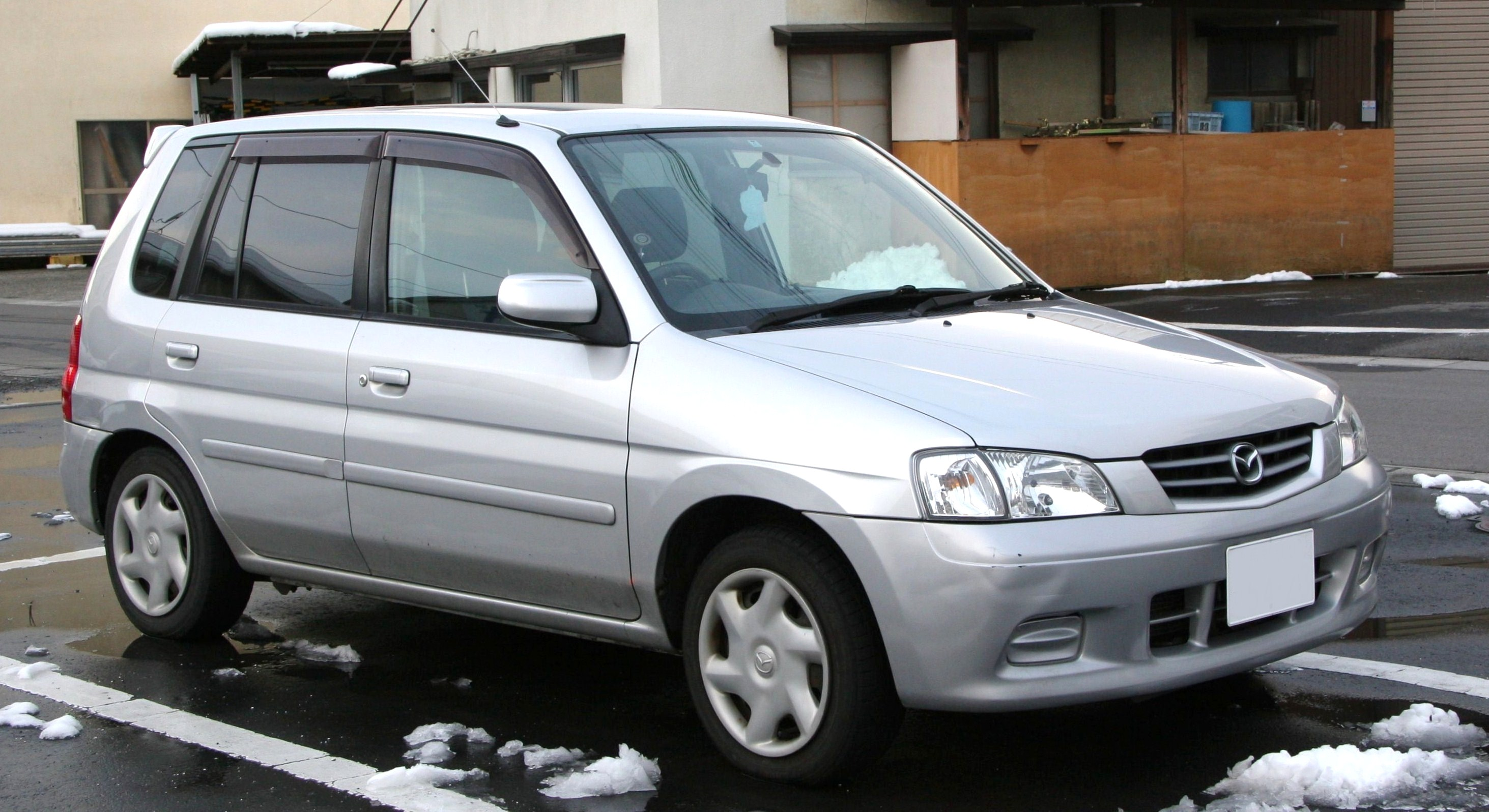
مزدا دمیو ۱۹۹۹–۲۰۰۲ (ژاپن؛ فیس‌لیفت)
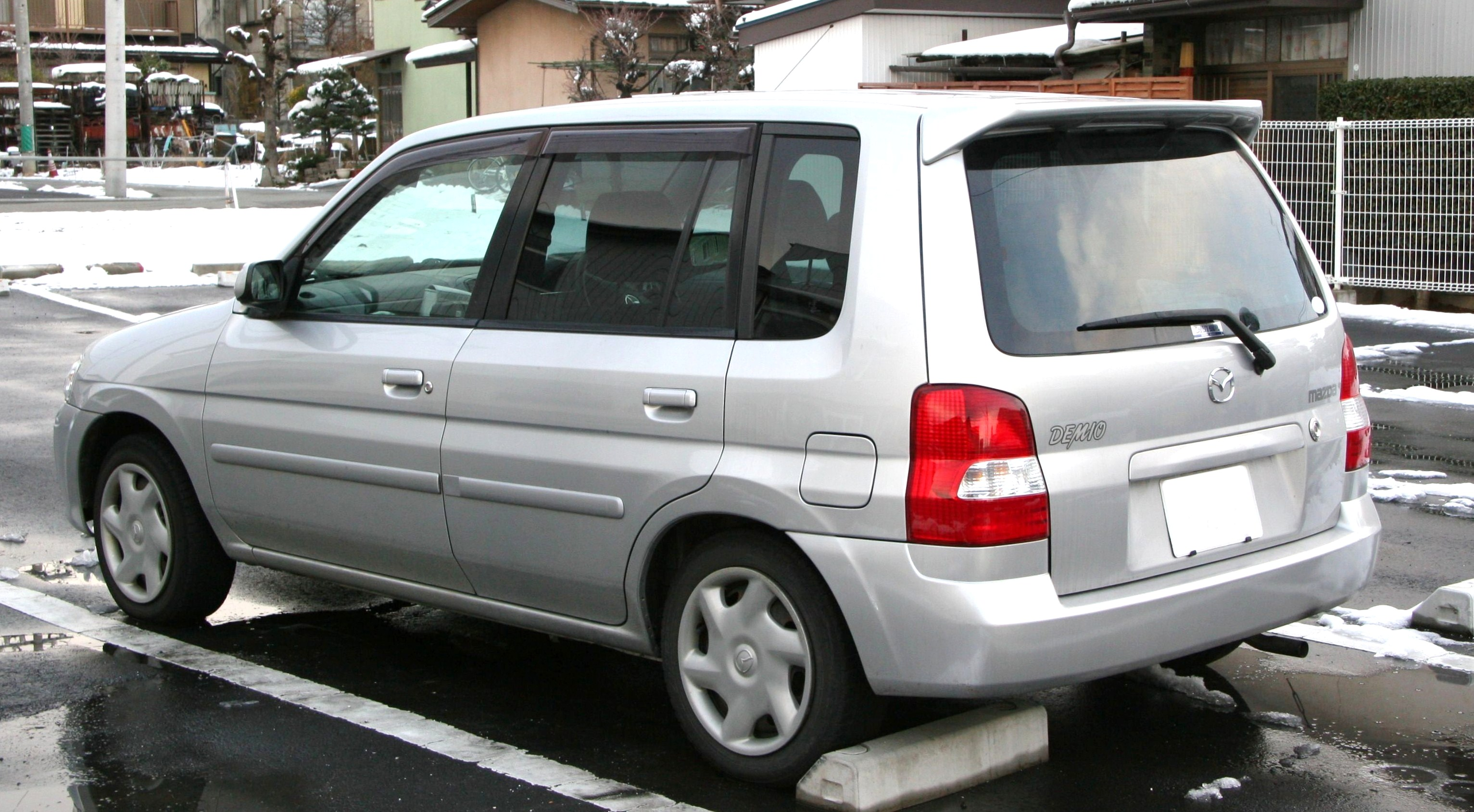
مزدا دمیو ۱۹۹۹–۲۰۰۲ (ژاپن؛ فیس‌لیفت)
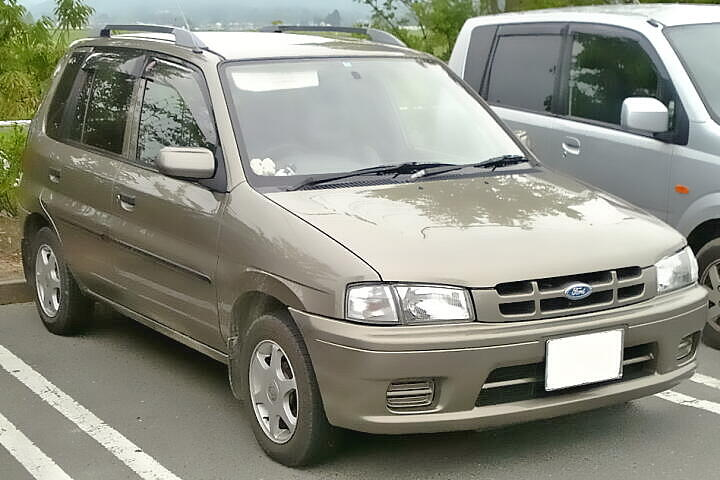
فورد فستیوا مینی واگن ۱۹۹۶
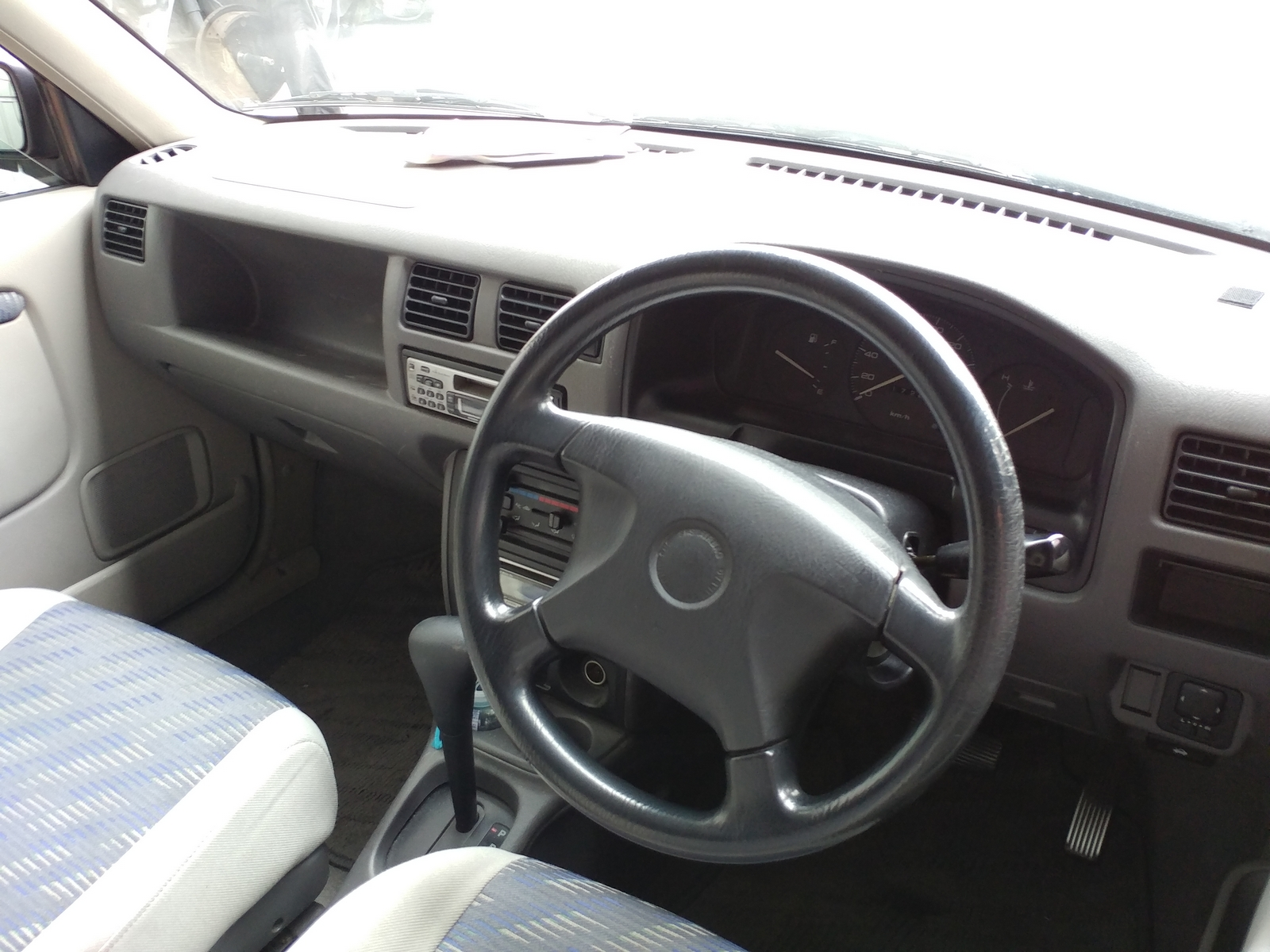
نمای داخلی (ژاپن؛ قبل از فیس‌لیفت)

## نسل دوم تا چهارم (۲۰۰۲–۲۰۱۹)
با شروع نسل دوم دمیو در سال ۲۰۰۲، مدل‌های صادراتی نشان «مزدا۲» دریافت کردند. نسل سوم در اوایل سال ۲۰۰۷ ظاهر شد و به دنبال آن نسل چهارم در سپتامبر ۲۰۱۴ عرضه شد. مزدا همچنان در بازار داخلی خود (و برخی بازارهای صادراتی منتخب) این خودرو را دمیو می‌نامد تا اینکه در سپتامبر ۲۰۱۹ این نام به نفع این نام جهانی کنار گذاشته شد.

### نگارخانه
- مزدا دمیو نسل دوم
- مزدا دمیو نسل سوم
- مزدا دمیو نسل چهارم